# Лама ди Сета (Болоња)
Лама ди Сета (итал. Lama di Setta) је насеље у Италији у округу Болоња, региону Емилија-Ромања.
Према процени из 2011. у насељу је живело 59 становника. Насеље се налази на надморској висини од 134 м.